# Knut Nordahl
Knut Erik Alexander Nordahl, född 13 januari 1920 i Hörnefors församling i Västerbottens län, död 28 oktober 1984 i Föllinge församling i Jämtlands län, var en svensk fotbollsspelare, femfaldig svensk mästare för IFK Norrköping, bronsmedaljör vid VM i fotboll 1950 och landslagsman 26 gånger 1945-50.
Nordahl inledde sin karriär som centerforward i klubben Hörnefors IF, men då han värvades till IFK Norrköping i början av 1940-talet blev han försvarsspelare. Han var högerback i det svenska landslag som vid OS 1948 tog guld och centerhalvback i det lag, som tog brons vid VM i Brasilien 1950. Efter att ha blivit svensk mästare fem gånger med IFK Norrköping på 1940-talet och tilldelats Guldbollen 1949, spelade han två säsonger i italienska AS Roma, 1950/51 och 1951/52. I Roma var han lagkamrat med Stig "Vittjärv" Sundqvist och Sune "Mona-Lisa" Andersson.
Nordahl blev invald i svensk fotbolls Hall of Fame 2018 som nummer 62.

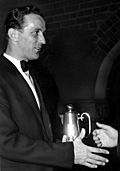
Nordahl 1949

Knut Nordahl hade fyra bröder som spelade fotboll: Bertil och Gunnar samt tvillingarna Gösta och Göran.